# Cyclosorus dewevrei
Cyclosorus dewevrei là một loài dương xỉ trong họ Thelypteridaceae. Loài này được Adams & Alston mô tả khoa học đầu tiên năm 1955.
Danh pháp khoa học của loài này chưa được làm sáng tỏ. 